# Tribunal de Orden Público
El Tribunal de Orden Público, también conocido como TOP, fue una instancia judicial especial existente en el segundo franquismo en España. Su misión fue la represión de las conductas que bajo ese régimen dictatorial eran consideradas delitos políticos, que hasta la creación del TOP habían sido competencia de la jurisdicción militar, a la que vino a complementar, pero los delitos «políticos» más graves como «terrorismo» siguieron siendo juzgados por los tribunales militares. Su sede era el Palacio de las Salesas en Madrid. Fue creado en diciembre de 1963 y suprimido en enero de 1977.

## Historia
La creación Tribunal de Orden Público (TOP) fue un intento de «blanquear» la imagen exterior del régimen franquista en un momento en el que el general Franco había presentado la candidatura de España al ingreso en la Comunidad Económica Europea ―un año antes un informe de la Comisión Internacional de Juristas había denunciado la inexistencia del estado de derecho y de libertades en España―. Hasta entonces la jurisdicción militar era la que se había encargado de juzgar los delitos «políticos».
El establecimiento del TOP no solo intentaba mejorar la imagen exterior del régimen reduciendo el protagonismo de los militares y los consejos de guerra en la represión, sino que también pretendía «hacer frente de forma más eficaz a la creciente conflictividad social y política creada por los nuevos movimientos de masas y por la reconstrucción de la oposición antifranquista». En este sentido hay que señalar que con el TOP no disminuyó la represión.
El TOP nace con la Ley 154/1963, de 2 de diciembre de 1963, sobre creación del Juzgado y Tribunales de Orden Público, tras el fusilamiento de Julián Grimau, y sus funciones continuaron hasta el año 1977. Como motivo de su creación, se señaló que perseguiría:

aquellos delitos cometidos en todo el territorio nacional, cuya singularidad era subvertir, en mayor o menor gravedad, los principios básicos del Estado o sembrar la zozobra en la conciencia nacional.

A esta declaración, concretó su actuación en los siguientes delitos:

Aquellos que van contra el jefe del Estado, las Cortes, el Consejo de Ministros y forma de Gobierno; con ocasión del ejercicio de los derechos de las personas reconocidos por las leyes; la rebelión y la sedición; los desórdenes públicos; la propaganda ilegal; las detenciones ilegales siempre que obedecieran a un móvil político o social; la sustracción de menores; el allanamiento de morada; las amenazas y coacciones; y el descubrimiento y revelación de secretos.

Los delitos de «asociación ilícita», «propaganda ilegal», «reunión ilegal», «manifestación ilegal» o «desórdenes públicos» pasaron a ser competencia del TOP, pero los más graves como los de «terrorismo» o los que afectasen al Ejército y a la Guardia Civil continuaron bajo la jurisdicción militar, por lo que el TOP no acabó con ella sino que la complementó. Así entre 1964 y 1976 el TOP instruyó un total de 22.660 procedimientos que afectaron a unas 9.000 personas, de las que fueron condenadas cerca de 3.000, mientras que la justicia militar entre 1960 y 1977 condenó a 5.600 civiles.
EL TOP también asumió algunas de las funciones del Tribunal Especial de Represión de la Masonería y el Comunismo. Procesos judiciales como el famoso Proceso 1001, contra destacados dirigentes del Sindicato Comisiones Obreras, correspondieron al TOP. 
Con el TOP continuó la práctica de la tortura pues la Brigada Político Social siguió encargada de los delitos competencia del tribunal y el TOP nunca se ocupó de investigar las denuncias de malos tratos o de torturas a los detenidos, como subrayó el abogado Josep Solé Barberà en un escrito de 1977: «Yo no conozco ni un solo sumario en el cual la denuncia de malos tratos se haya admitido como suficiente para que se abriera una investigación sobre unos hechos que podían alterar todo el contenido sumarial y que, de no ser ciertos, era a la autoridad misma a quien le convenía descubrirlo». La abogada Ascensión Solé recordaba algo similar: «cuando se le preguntaba abiertamente [al acusado] si había sido presionado moral o físicamente por los funcionarios o maltratado de obra o de palabra, la campana del presidente, de Mateu, tocaba frenéticamente rompiendo el acostumbrado tono educado y amable con que nos trataba».

### Abolición y nacimiento de la Audiencia Nacional
Por Real Decreto-ley del 4 de enero de 1977 aprobado por el Gobierno de Adolfo Suárez a instancia del ministro de Justicia Landelino Lavilla, fue suprimido el TOP al mismo tiempo que se creaba la Audiencia Nacional para asumir ciertos delitos que abarcaban el territorio de más de una Audiencia Provincial y cuyo fuero objetivo había sido atribuido al Tribunal de Orden Público. Por ello algunos autores como el historiador Julio Gil Pecharromán consideran que el TOP fue «sustituido por una Audiencia Nacional para juzgar delitos de terrorismo y otros de ámbito estatal», lo que niegan juristas como Carlos García Valdés, al ser los delitos atribuidos a la Audiencia Nacional ajenos al ejercicio de los derechos fundamentales. Sin embargo, diez de los dieciséis jueces (un 62'5%) que tuvieron una plaza titular en el Tribunal de Orden Público fueron nombrados posteriormente magistrados de la Audiencia Nacional o del Tribunal Supremo.

## Estadística represiva
A lo largo de los trece años que estuvo operativo, el TOP acumuló una carga represiva que el jurista Juan José del Águila ha cuantificado de la siguiente manera: personas afectadas: 50.714; número de procesados: 9.146; número de sentencias dictadas: 3.890 (el 74% de ellas condenatorias); total de tiempo de condena ejecutado: 11.958 años; procedencia ocupacional de los procesados: el 70 % trabajadores, el 22 % estudiantes y el 8 % profesionales liberales. Atendiendo al lugar de origen de los procesados por el TOP, los procedentes del País Vasco fueron los más numerosos, seguidos de los de Navarra y Asturias. 
La principal vía por la que se llegaba al procesamiento y posterior condena en el TOP era la participación en manifestaciones, las huelgas y las detenciones practicadas por la Brigada Político-Social (BPS). Los delitos imputados más numerosos eran los de asociación ilícita (los partidos políticos de oposición al régimen franquista estaban prohibidos) y propaganda ilegal (cualquier demanda en pro de la democracia o críticas a la dictadura era considerada como tal). Según los datos internos de la BPS, en los años 1963-64, el mayor porcentaje de detenidos correspondía a miembros del Partido Comunista.